# Bijolia
Bijolia är en ort i Indien.   Den ligger i distriktet Bhīlwāra och delstaten Rajasthan, i den centrala delen av landet, 400 km söder om huvudstaden New Delhi. Bijolia ligger 522 meter över havet och antalet invånare är 12 384.
Terrängen runt Bijolia är platt, och sluttar norrut. Runt Bijolia är det ganska tätbefolkat, med 149 invånare per kvadratkilometer. Det finns inga andra samhällen i närheten. Trakten runt Bijolia består till största delen av jordbruksmark.